# Depot von Třebovle
Das Depot von Třebovle (auch Hortfund von Třebovle) ist ein Depotfund der frühbronzezeitlichen Aunjetitzer Kultur aus Třebovle im Středočeský kraj, Tschechien. Es datiert in die Zeit zwischen 2000 und 1800 v. Chr. Das Depot ist heute zwischen dem Museum von Kouřim und dem Museum von Kolín aufgeteilt.

## Fundgeschichte
Das Depot wurde erstmals 1936 erwähnt. Das genaue Datum des Funds ist unbekannt. Es wurde südlich von Třebovle beim Sandabbau entdeckt.

## Zusammensetzung
Das Depot besteht aus sechs Bronzegegenständen: ein Spangenbarren und fünf Stabarmringe. Der Barren ist auf der Innenseite flach und auf der Außenseite leicht gewölbt. Die Enden sind stumpf zugespitzt. Die Ringe haben verjüngte Enden. Ein Exemplar hat eine unregelmäßige Oberfläche. Die Legierungen der Ringe weisen einen ungewöhnlich hohen Anteil an Zink auf (zwischen 3,5 % und 13,54 %). Der Barren und drei Ringe befinden sich heute in Kouřim, zwei weitere Ringe in Kolín.